# Super Bowl IX
Der Super Bowl IX war der neunte Super Bowl der National Football League (NFL). Am 12. Januar 1975 standen sich die Minnesota Vikings und die Pittsburgh Steelers im Tulane Stadium in New Orleans, Louisiana, gegenüber. Sieger waren die Pittsburgh Steelers bei einem Endstand von 16:6. Pittsburghs Runningback Franco Harris, der mit 158 Yards mehr als die gesamte Offense der Vikings lief, wurde zum Super Bowl MVP gewählt.

## Hintergrund
Beim Super Bowl IX trafen die zwei besten Defenses aufeinander, die der Vikings wurde Purple People Eaters genannt und die der Steelers Steel Curtain. Außerdem hatten beide Teams einen legendären Quarterback, Terry Bradshaw aufseiten Pittsburghs und Fran Tarkenton bei den Vikings. Das Spiel wurde vorher als sehr zäh und punktearm aufgrund der guten Verteidigungen vorausgesagt.

## Spielverlauf
Nach einem punktelosen 1. Viertel gelang es der Steelers Defense ein Safety zu erzielen, als die Vikings einen Snap  fumbleten: Vikings Quarterback Fran Tarkenton stürzte sich in der eigenen Endzone auf den freien Ball, wurde jedoch direkt von Steelers Defensive End Dwight White getacklet.
In der zweiten Hälfte sorgte Pittsburghs Runningback Franco Harris schließlich mit einem 9-Yard-Lauf für den ersten Touchdown des Spiels. Die Vikings blockten daraufhin jedoch einen Punt und konnten den Ball für einen Touchdown in der Endzone wiedererlangen, womit sie den Spielstand auf 9:6 verkürzten, da der Point after Touchdown (PAT) fehlschlug. Danach dirigierte der  Quarterback der Steelers, Terry Bradshaw, aber eine 6-minütige Angriffsserie zur 4-Yard-Linie der Vikings. Mit einem Touchdown-Pass zu Tight End Larry Brown besiegelte er schließlich den ersten Super-Bowl-Sieg der Steelers.

## Schiedsrichter
Hauptschiedsrichter des Spiels war Bernie Ulman. Er wurde unterstützt vom Umpire Al Conway, Head Linesman Ed Marion, Line Judge Bruce Alford, Field Judge Dick Dolack und Back Judge Ray Douglas.